# Bothrops lutzi
Bothrops lutzi е вид змия от семейство Отровници (Viperidae). Видът не е застрашен от изчезване.

## Разпространение
Разпространен е в Бразилия (Баия, Гояс, Мараняо, Минас Жерайс, Пернамбуко, Пиауи и Токантинс).